# هندبال چکی

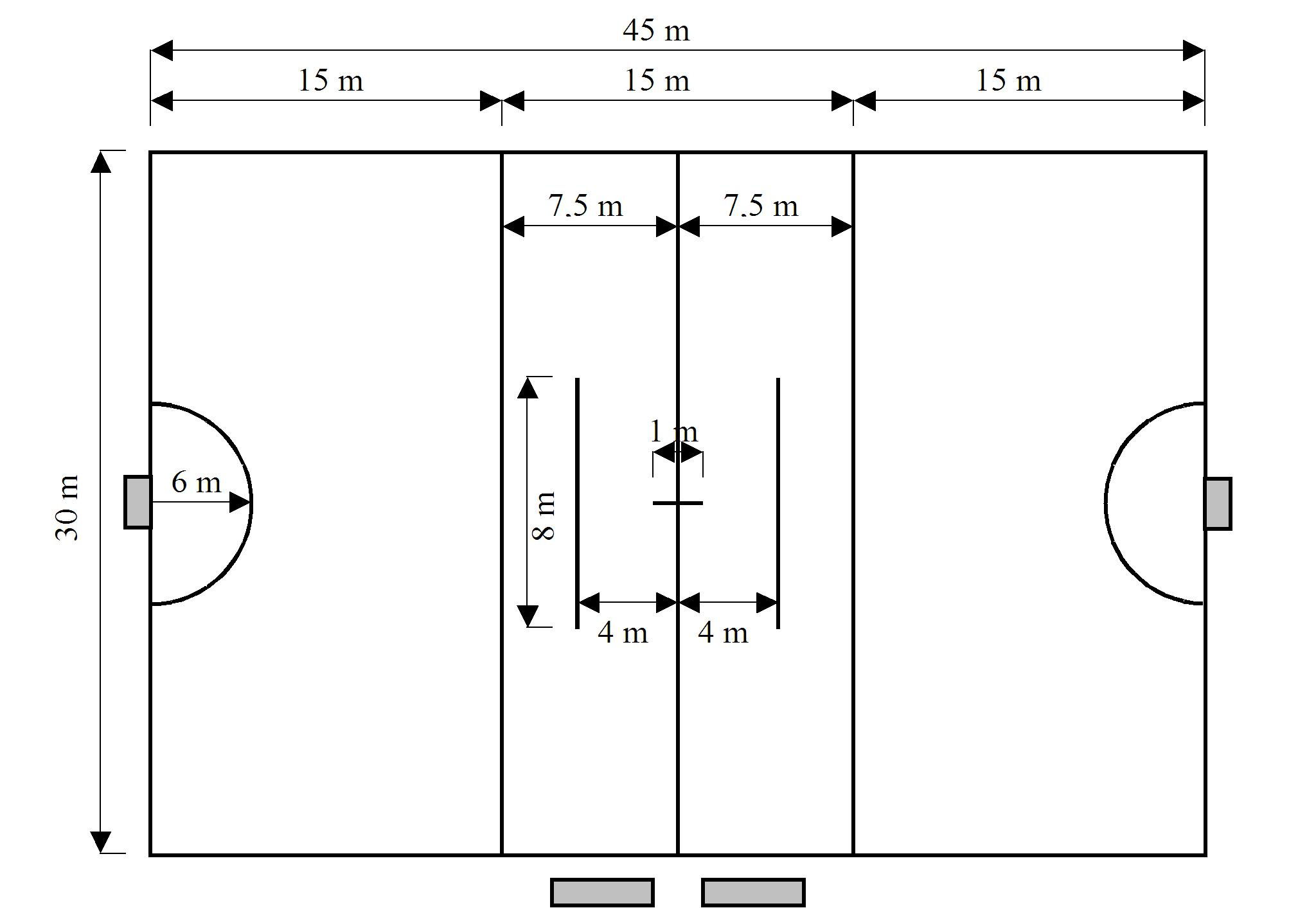
زمین بازی هندبال چکی

هندبال چکی (به انگلیسی: Czech handball) ورزشی از دسته ورزش های هندبالی است که پیدایش آن مربوط به کشور چک است. این ورزش یکی از ورزش‌های بیرون از سالن (اوت دور) برشمرده می‌شود. هندبال چکی در سال ۱۹۰۵ در پراگ (پایتخت جمهوری چک) ابداع شد. اندازهٔ زمین آن ۴۵ در ۳۰ متر است. دروازه‌ها نیز هر کدام دارای ۲.۴ متر بلندا و پهنایی به اندازهٔ ۲ متر هستند.